# ジェルソン・ベルガラ
ジェルソン・ベルガラ（Jherson Vergara Amú, 1994年5月26日 - ）は、コロンビア・フロリダ出身のサッカー選手。ポジションはDF。

## 経歴

### クラブ
コロンビア2部リーグのウニベルシタリオ・ポパジャンでプロキャリアをスタート。2013年夏、イタリアのACミランに加入した。しかし出場機会に恵まれず、2014年1月23日パルマFCに買い取りオプション付きでのレンタル移籍が決定した。2014-15シーズンはセリエBのASアヴェッリーノ1912へのローンでプレーした。2015年8月25日、同じくセリエBのASリヴォルノ・カルチョに期限付き移籍した。
2016年8月31日、FCアルセナル・トゥーラにレンタル移籍した。
2018年、カリアリ・カルチョに移籍した。2019年1月31日、オルビア・カルチョ1905にレンタル移籍した。
カリアリ退団後の2020年6月9日、オルビア・カルチョ1905に復帰。
2021年3月10日、USヴィボネーゼ・カルチョに移籍。2022年1月27日に退団した。

### 代表
各年代のコロンビア代表に選出されており、2013年にはU-20代表の主力として南米ユース選手権優勝に貢献。同年のU-20ワールドカップにも出場した。

## タイトル
コロンビア U-20
- 南米ユース選手権 : 2013